# Liste der Stolpersteine in den Abruzzen

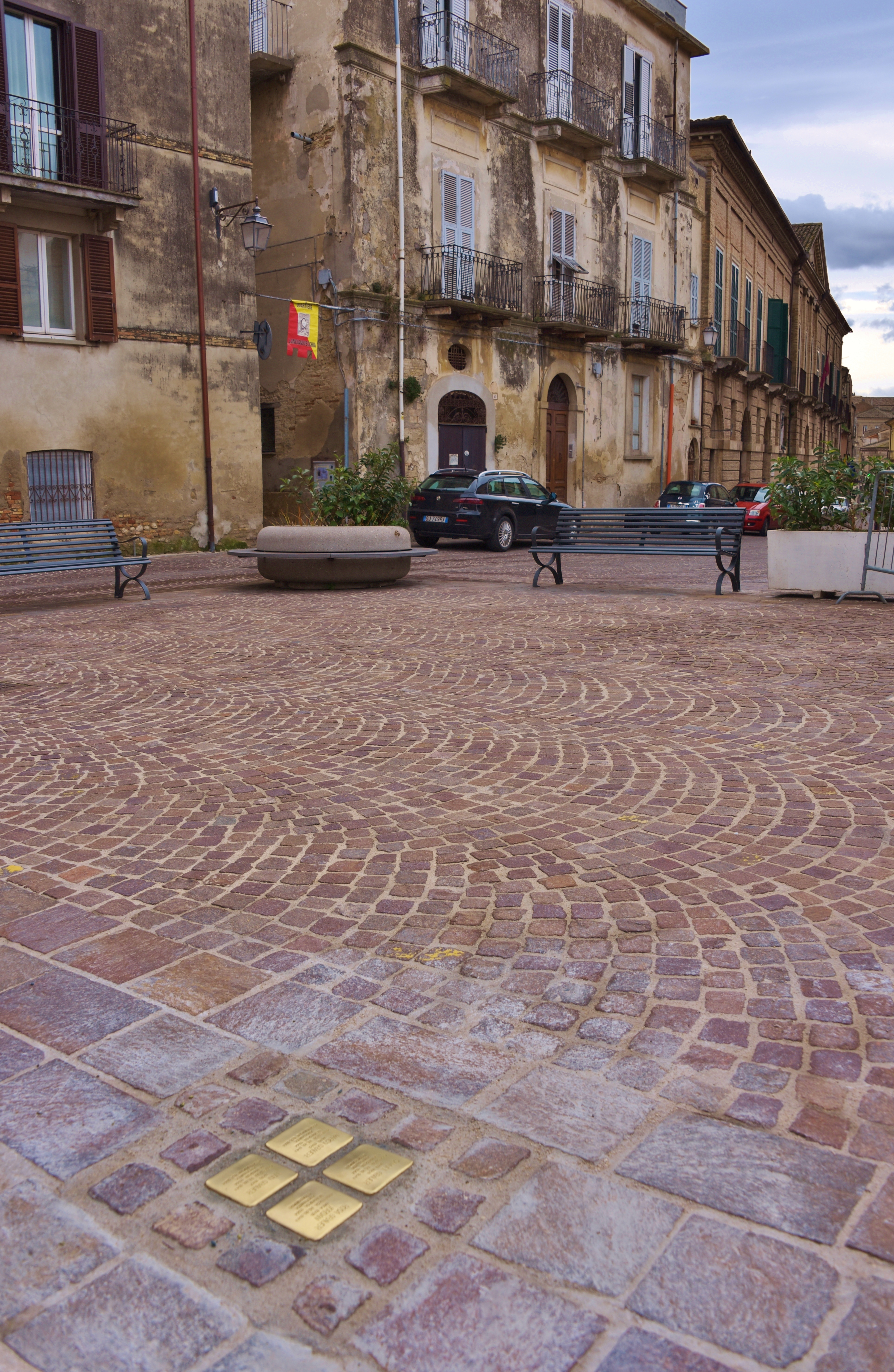
Stolpersteine in Lanciano

Die Liste der Stolpersteine in den Abruzzen enthält die Stolpersteine, die vom Kölner Künstler Gunter Demnig in der italienischen Region Abruzzen verlegt wurden. Stolpersteine erinnern an das Schicksal der Menschen, die von den Nationalsozialisten ermordet, deportiert, vertrieben oder in den Suizid getrieben wurden.
Stolpersteine liegen im Regelfall vom letzten selbstgewählten Wohnsitz des Opfers. Die erste Verlegung in dieser Region erfolgte am 12. Januar 2012 in L’Aquila. Die italienische Übersetzung des Begriffes Stolpersteine lautet: pietre d’inciampo.

## Verlegte Stolpersteine

### Casoli
In Casoli wurden sieben Stolpersteine verlegt:
| Stolperstein | Übersetzung                                                                                      | Verlegeort             | Name, Leben                     |
| ------------ | ------------------------------------------------------------------------------------------------ | ---------------------- | ------------------------------- |
|              | SALOMON AFNAIM GEBOREN 1903 VERHAFTET 5.12.1943 DEPORTIERT 1944 BERGEN-BELSEN BEFREIT            | Piazza della Memoria · | Salomon Afnaim (1903–)          |
|              | SILVIO BERL GEBOREN 1883 VERHAFTET 30.11.1943 DEPORTIERT 1944 AUSCHWITZ ERMORDET 6.2.1944        | Piazza della Memoria · | Silvio Berl (1883–1944)         |
|              | ISACCO HARNIK GEBOREN 1889 VERHAFTET 31.10.1943 DEPORTIERT 1944 AUSCHWITZ ERMORDET 6.2.1944      | Piazza della Memoria · | Isacco Harnil (1889–1944)       |
|              | GIUSEPPE HASSID GEBOREN 1906 VERHAFTET 25.4.1944 ERMORDET 1.7.1944 RISIERA DI SAN SABBA          | Piazza della Memoria · | Giuseppe Hassid (1906–1944)     |
|              | SIEGBERT HERZBERG GEBOREN 1889 VERHAFTET 1943 DEPORTIERT 1944 AUSCHWITZ ERMORDET 10.4.1944       | Piazza della Memoria · | Siegberg Herzberg (1889–1944)   |
|              | WOICECH HOCHBERGER GEBOREN 1898 VERHAFTET 3.12.1943 DEPORTIERT 1944 AUSCHWITZ ERMORDET 26.2.1944 | Piazza della Memoria · | Woicech Hochberger (1898–1944)  |
|              | MASSIMILIANO SEGALL GEBOREN 1894 VERHAFTET 1.11.1943 DEPORTIERT 1944 AUSCHWITZ ERMORDET 6.2.1944 | Piazza della Memoria · | Massimiliano Segall (1894–1944) |

### Castel Frentano
In Castel Frentano wurden fünf Stolpersteine verlegt:
| Stolperstein | Übersetzung | Verlegeort                                          | Name, Leben |
| ------------ | --- | --------------------------------------------------- | --- |
|              | IN CASTEL FRENTANO WOHNTE BETTY ABRAHAMSON GEBOREN 1892 VERHAFTET 1.11.1943 DEPORTIERT 1944 AUSCHWITZ ERMORDET | Piazza Giuliano Crognale · ungefähr vor Nummer 20 · | Betty Abrahamson, auch Betti, wurde am 16. April 1886 in Karthaus geboren. Ihr Vater war Jakob Abrahamson. Sie war verheiratet mit Arturo Fuerst. Im November 1939 zog das Ehepaar nach Triest, wo ihr Ehemann als Kaufmann tätig wurde. Arturo Fuerst wurde im Juli 1940 verhaftet und im Lager Casoli interniert. Als Betty Abrahmson krank wird und sich einer Operation unterziehen muss, gelingt es dem Paar, dass Arturo zumindest für 10 Tage nach Triest kommen dar. Bis 22. November 1940 konnte er dort bleiben, dann wurde er nach San Vito Chietino gebracht und dort interniert, dort langte auch Betty Abrahamson am 16. Mai 1941 an – ob freiwillig oder unfreiwillig, ist nicht bekannt. Neun Tage später wurden beide in das Internierungslager von Castel Frentano überstellt. Am 25. Mai 1941 wurden beide in das Internierungslager von Castel Frentano überstellt. Sie waren danach in Guardiagrele interniert. Dort langten Deutschen Truppen Ende Oktober an. Am 1. November 1943 wurden Arturo Fuerst und seine Frau durch diese zuerst nach Chieti gebracht. Drei Monate später wurden sie in die Kaserne von L'Aquila überstellt, dann in das Konzentrationslager Bagno a Ripoli in der Nähe von Florenz und von dort ins San-Vittore-Gefängnis von Mailand. Am 30. Januar 1944 wurden sie mit dem Konvoi N. 6 vom Binario 21 im Bahnhof Milano Centrale nach Auschwitz deportiert. Sie trafen dort am 6. Februar 1944 ein. Betty Abrahamson wurde dort am Tag der Ankunft zusammen mit ihrem Mann vom NS-Regime ermordet. |
|              | IN CASTEL FRENTANO WOHNTE ADELE FITZER GEBOREN 1888 VERHAFTET 2.11.1943 DEPORTIERT 1944 AUSCHWITZ ERMORDET     | Piazza Giuliano Crognale · ungefähr vor Nummer 20 · | Feige Adele Fitzer wurde am 19. Oktober 1888 in Stanislau (Stanisławów), damals Österreich-Ungarn, geboren. Ihre Eltern waren Adolfo Fitzer und Mina Karpfen. Sie war mit Salo Nagler verheiratet. Das Paar hatte einen Sohn, Giacomo (geboren 1913). Im Jahr 1920 zog die Familie nach Triest, wo ihr Ehemann eine Eisenwarenhandlung aufbaute. Aufgrund der rassischen Verfolgung wollte die Familie im Juli 1940 nach New York auswandern, wo bereits der Bruder ihres Ehemannes, Emanuel Nagler, lebte. Die Dokumente lagen vor, doch wurden die Pläne durch den Kriegseintritt Italiens am 10. Juni 1940 zunichtegemacht. Ihr Ehemann und ihr Sohn wurden verhaftet und in Lagern interniert. Ihr Ehemann kam in das Lager von Casoli und wurde Anfang April 1941 nach Lanciano transferiert, später in das Lager von Castel Frentano. Ihr Sohn war zuerst in Ferramonti di Tarsia und dann in Casoli interniert. Adele Fitzer blieb vorerst allein in Triest, bis ihr im Dezember 1941 gestattet wurde zu ihrem Mann nach Castel Frentano zu reisen. Ab dem 6. Dezember 1941 war auch ihr Sohn Giacomo in Castel Frentano interniert. Zwei Jahre verbrachte die Familie in diesem Lager. Am 3. November 1943 die ganze Familie nach Bagno a Ripoli, einen Vorort von Florenz überstellt. Von dort kam Feige Adele Fitzer zusammen mit ihrer Familie ins Gefängnis nach Mailand. Am 20. Januar 1944 wurde sie mit Ehemann und Sohn nach Auschwitz deportiert. Feige Adle Fitzer, ihr Ehemann und ihr Sohn wurden vom NS-Regime ermordet, wahrscheinlich unmittelbar nach ihrer Ankunft am 6. Februar 1944. |
|              | IN CASTEL FRENTANO WOHNTE ARTURO FUERST GEBOREN 1886 VERHAFTET 1.11.1943 DEPORTIERT 1944 AUSCHWITZ ERMORDET    | Piazza Giuliano Crognale · ungefähr vor Nummer 20 · | Arturo Fuerst wurde als Sohn von Magnus Fuerst am 6. Januar 1886 in Danzig geboren. Er hatte mehrere Brüder. Im Ersten Weltkrieg diente er als Soldat der Deutschen Armee, wurde dafür ausgezeichnet. Fuerst war verheiratet mit Betty Abrahamson. Im November 1939 zog das Ehepaar nach Triest, wo Arturo Fuerst als Kaufmann tätig wurde. Er hatte nur eine Aufenthaltsgenehmigung für Ausländer, diese musste alle 6 Monate verlängert werden. Am 10. Juli 1940 wurde er verhaftet und ins Internierungslager Casoli in den Abruzzen überstellt. Seine Frau versuchte ihm zu helfen, sandte an die Polizeizentralen von Triest und Casoli Bitten um Freilassung auf Grund seines Gesundheitszustandes, Fuerst fügte diesen Briefen einen eigenen hinzu, wies darauf hin, dass er auf ein Visum für Amerika hoffen könne. Als seine Frau schwer krank wurde und sich einer Operation unterziehen musste, gelang es ihm für 10 Tage nach Triest gehen zu dürfen, mit der Auflage sich bei der dortigen Polizeistation zu melden. Von dort wurde er nach Ablauf der Frist nach San Vito Chietino überstellt und war dort ab dem 23. November 1940 interniert. Ein halbes Jahr später langte auch seine Frau dort ein. Am 25. Mai 1941 wurden beide in das Internierungslager von Castel Frentano überstellt. Sie waren danach in Guardiagrele interniert. Dort langten Deutschen Truppen Ende Oktober an. Am 1. November 1943 wurden Arturo Fuerst und seine Frau durch diese zuerst nach Chieti gebracht. Drei Monate später wurden sie in die Kaserne von L'Aquila überstellt, dann in das Konzentrationslager Bagno a Ripoli in der Nähe von Florenz und von dort ins San-Vittore-Gefängnis von Mailand Am 30. Januar 1944 wurden sie mit dem Konvoi N. 6 vom Binario 21 im Bahnhof Milano Centrale nach Auschwitz deportiert. Sie trafen dort am 6. Februar 1944 ein. Arturo Fuerst wurde dort am Tag der Ankunft zusammen mit seiner Frau vom NS-Regime ermordet. |
|              | IN CASTEL FRENTANO WOHNTE GIACOMO NAGLER GEBOREN 1913 VERHAFTET 2.11.1943 DEPORTIERT 1944 AUSCHWITZ ERMORDET   | Piazza Giuliano Crognale · ungefähr vor Nummer 20 · | Giacomo Nagler, auch Jakob Nagler, wurde am 19. Juli 1913 in Stanislau (Stanisławów), damals Österreich-Ungarn, geboren. Seine Eltern waren Salo Nagler und Adele Fitzer. Im Jahr 1920 zog die Familie nach Triest, wo sein Vater eine Eisenwarenhandlung aufbaute. Von seiner Familie und den Freunden wurde er Kuby genannt. Auch er arbeitete als Kaufmann. Er war verlobt mit Rita Rosani, einer Lehrerin, Jüdin auch sie, die sich den Partisanen anschloss und im bewaffneten Kampf gegen das NS-Regime stand. Aufgrund der rassischen Verfolgung wollte die Familie im Juli 1940 nach New York auswandern, wo bereits sein Onkel Emanuel Nagler lebte. Der Kriegseintritt Italiens am 10. Juni 1940 machte diese Pläne zunichte. Am 30. Juni 1940 wurde Giacomo Nagler verhaftet und zuerst im Internierungslager Ferramonti di Tarsia interniert. Von dort kam er in das Lager von Casoli und am 6. Dezember 1941 nach Castel Frentano, wo sich bereits seine Eltern befanden. Die ganze Familie wurde am 3. November 1943 nach Bagno a Ripoli überstellt, einen Vorort von Florenz. Danach wurde Nagler mit seiner Familie im Gefängnis von Mailand interniert. Am 20. Januar 1944 wurde er mit seinen Eltern nach Auschwitz deportiert. Giacomo Nagler und seine Eltern wurden vom NS-Regime ermordet, wahrscheinlich unmittelbar nach ihrer Ankunft am 6. Februar 1944. Rita Rosani wurde gefangen genommen und am 17. September 1944 von deutschen Truppen erschossen. Sie wurde postum mit der Medaglia d'oro al valor militare ausgezeichnet. Naglers Brille wurde sechzig Jahre nach seiner Deportation in Castel Frentano gefunden. |
|              | IN CASTEL FRENTANO WOHNTE SALO NAGLER GEBOREN 1886 VERHAFTET 2.11.1943 DEPORTIERT 1944 AUSCHWITZ ERMORDET      | Piazza Giuliano Crognale · ungefähr vor Nummer 20 · | Salo Nagler wurde am 23. März 1886 in Sloboda geboren. Seine Eltern waren Jakob Nagler und Ruzler Genesi. Er war verheiratet mit Adele Fitzer. Das Paar hatte zumindest einen Sohn, Giacomo, geboren 1913. Im Jahr 1920 zog die Familie nach Triest, wo Salo Nagler eine Eisenwarenhandlung aufbaute. Aufgrund der rassischen Verfolgung wollte die Familie im Juli 1940 nach New York auswandern, wo bereits sein Bruder Emanuel Nagler lebte. Die Dokumente lagen vor, doch wurden die Pläne durch den Kriegseintritt Italiens am 10. Juni 1940 zunichtegemacht. Salo Nagler wurde verhaftet, im Lager von Casoli interniert und Anfang April 1941 nach Lanciano überstellt, später in das Lager von Castel Frentano. Auch sein Sohn wurde verhaftet, er war zuerst in Ferramonti di Tarsia, dann in Casoli interniert und langte am 6. Dezember 1941 in Castel Frentano ein. Seiner Ehefrau wurde ebenfalls gestattet, dorthin zu reisen. Zwei Jahre verbrachte die ganze Familie in diesem Lager. Sie wurden am 3. November 1943 nach Bagno a Ripoli überstellt, einen Vorort von Florenz. Danach wurde Nagler mit seiner Familie im Gefängnis von Mailand interniert. Am 20. Januar 1944 wurde er mit seiner Frau und seinem Sohn nach Auschwitz deportiert. Salo Nagler, seine Frau und sein Sohn wurden vom NS-Regime ermordet, wahrscheinlich unmittelbar nach ihrer Ankunft am 6. Februar 1944. |

### Chieti
In Chieti wurde folgender Stolperstein verlegt:
| Stolperstein | Übersetzung | Verlegeort              | Name, Leben |
| ------------ | --- | ----------------------- | --- |
|              | HIER UNTERRICHTETE GIULIO ALDO OBERDORFER JG. 1885 VERHAFTET 11.6.1940 MAILAND INTERNIERT IM LAGER LANCIANO TOT 14.9.1941 | Via Umberto Ricci, 22 · | Aldo Oberdorfer wurde 1885 in Triest geboren. Er wurde Lehrer, Übersetzer, Literaturkritiker, Essayist und Sozialist. 1913 veröffentlichte er einen Aufsatz über Michelangelo Buonarroti, 1933 ein Buch über Richard Wagner und 1935 ein Buch über Ludwig II. von Bayern. Dieser Band wurde auch in französischer Sprache veröffentlicht, ebenso seine Veröffentlichung von Briefen Verdis. Des Weiteren übersetzte er Werke von Hölderlin, Kleist und Nietzsche (Ecce homo). Er war Sekretär an der Università Popolare Trieste, ab 1915 war er Professor am Technischen Institut von Chieti. Aufgrund der Rassengesetze von 1938 musste er seine Lehrtätigkeit aufgeben. Er wurde am 11. Juni 1940 in Mailand verhaftet und in das Konzentrationslager Lanciano deportiert, wo er am 14. September 1941 starb. Der Stolperstein für ihn wurde vor seinem ehemaligen Arbeitsplatz, dem Istituto Tecnico "Galiani - de Sterlich", verlegt. In Triest ist eine Straße nach ihm benannt. |

### Giulianova
In Giulianova wurden folgende Stolpersteine verlegt:
| Stolperstein | Übersetzung | Verlegeort                                    | Name, Leben |
| ------------ | --- | --------------------------------------------- | --- |
|              | HIER WOHNTE VINCENZO ALLEVA GEBOREN 1914 VERHAFTET 10.1.1944 GEFANGEN GEHALTEN VILLA MIGLIORI FÜSILIERT 10.1.1944 GIULIANOVA           | Corso Giuseppe Garibaldi, 109 vor dem Rathaus | Vincenzo Alleva wurde am 27. September 1914 in Campli geboren. Seine Eltern waren Paolo Alleva und Vittoria Iaconi. Im Jahr 1939 heiratete er Iginia Buccella, das Paar lebte in Giulianova. Auf Grund der andauernden Bombenangriffen flüchteten sie in ein Kloster nach Mosciano Sant’Angelo. Alleva wollte zurückgelassene Sachen aus seinem Haus holen, auf dem Weg sah er ein Kabel am Boden liegen, dieses war durch vorangegangene Stürme dort hingeweht worden. Er hob es auf und wurde auf Grund dessen von Deutschen Soldaten der Sabotage beschuldigt, das Kabel gehörte zu einer Telefonleitung. Er hatte keine Möglichkeiten sich zu verteidigen, da er kein deutsch konnte und ihm kein Dolmetscher zur Verfügung gestellt wurde. Vincenzo Alleva wurde am 10. Januar 1944 zum Tode durch Erschießen verurteilt, das Urteil wurde in der Villa Miglior, Sitz des Deutschen Kommandos, vollstreckt. In der Via Antonio Gramsci, im Eingangsportal zum Friedhof in Giulianova erinnert seit 2021 eine Gedenktafel an ihn. |
|              | IN GIULIANOVA WOHNTE CARMINE BROCCOLINI GEBOREN 1909 GEFANGEN GENOMMEN 7.10.1943 ROM DEPORTIERT MOOSBURG BEFREIT                       | Corso Giuseppe Garibaldi, 109 vor dem Rathaus | Carmine Broccolini (1909–) |
|              | HIER WOHNTE FLAVIANO POLTRONE GEBOREN 1887 ERMORDET 12.6.1944 GIULIANOVA                                                               | Corso Giuseppe Garibaldi, 109 vor dem Rathaus | Flaviano Poltrone (1887–1944) |
|              | HIER WOHNTE LUIGI STACCHIOTTI GEBOREN 1914 VERHAFTET 9.9.1943 GRIECHENLAND INTERNIERT DULAG 172 N°2 SAJMIŠTE/ZEMUN SCHICKSAL UNBEKANNT | Via Traversa Mari, 6                          | Luigi Stacchiotti (1914–?) |

### Lanciano
Die ersten Stolpersteine in Lanciano wurden aufgrund einer Initiative des Galileo-Gymnasiums von Lanciano verlegt. Es war die erste Schule in den Abruzzen, die ein solches Projekt initiierte. Koordiniert wurde das Projekt vom Philosophie-Professor Luciano Biondi. Die Schülerin Alessia Torosantucci präsentierte die Geschichte der Familie Grauer.
Mario Pupillo, der Bürgermeister von Lanciano, unterstrich während der Verleihungszeremonie: „Lanciano hat sich stets dem Geist der Demokratie und der Erinnerung verpflichtet gefühlt, in welchem unsere Bürger sich den Nazifaschisten widersetzten, als zweite aufständische Stadt nach Neapel. Wir sind eine edle Stadt, die gegen die Diktatur gekämpft hat.“
In Lanciano wurden vier Stolpersteine verlegt:
| Stolperstein | Übersetzung                                                                                | Verlegeort                                         | Name, Leben |
| ------------ | ------------------------------------------------------------------------------------------ | -------------------------------------------------- | --- |
|              | MARCO GRAUER GEBOREN 1940 VERHAFTET 31.10.1943 DEPORTIERT 1944 AUSCHWITZ ERMORDET 6.2.1944 | Largo San Giovanni · nahe dem Torre San Giovanni · | Marco Grauer wurde am 6. Februar 1940 in Triest geboren. Er war der Sohn von Samuel Grauer und Rosa Jordan. Er hatte einen jüngeren Bruder, Tito. Am 31. Oktober 1943 wurde die ganze Familie verhaftet und in der Folge in verschiedenen Lagern interniert: in Casoli, Orsogna, Chieti, L’Aquila, Florenz und Mailand. Am 30. Januar 1944 wurden Marco Grauer, seine Eltern und der Bruder mit dem Konvoi N. 6 in das Konzentrationslager Auschwitz deportiert. Der Zug verließ Mailand vom unterirdischen binario 21 und kam am 6. Februar 1944 im KZ an. Die zwei Brüder, der vierjährige Marco und der zweijährige Tito, wurden unmittelbar nach der Ankunft in der Gaskammer ermordet. Dies ereignete sich an seinem vierten Geburtstag. Auch seine Eltern wurden im Rahmen der Shoah vom NS-Regime ermordet.                                            |
|              | ROSA GRAUER JORDAN GEBOREN 1915 VERHAFTET 31.10.1943 DEPORTIERT 1944 AUSCHWITZ ERMORDET    | Largo San Giovanni · nahe dem Torre San Giovanni · | Rosa Grauer Jordan wurde am 9. Juni 1915 im ostpreußischen Königsberg geboren. Sie war die Tochter von Jakob Jordan. Sie war verheiratet mit Samuel Grauer, einen Schreiner. Das Paar hatte zwei Söhne, Marco (1940) und Tito (1942). Rosa Grauer wurde im November 1943 in Lanciano verhaftet und gemeinsam mit ihrem Ehemann und ihren Söhnen am 30. Januar 1944 mit dem Konvoi N. 6 in das Konzentrationslager Auschwitz deportiert. Sie hat die Shoah nicht überlebt. Auch ihre zwei Kinder, damals vier und zwei Jahre alt, und der Ehemann wurden vom NS-Regime ermordet. |
|              | SAMUEL GRAUER GEBOREN 1906 VERHAFTET 31.10.1943 DEPORTIERT 1944 AUSCHWITZ ERMORDET         | Largo San Giovanni · nahe dem Torre San Giovanni · | Samuel Grauer wurde am 29. Oktober 1906 in Jarosław, damals Österreich-Ungarn, heute Polen, als Sohn von Markus Grauer und Rachel, geborene Kammermann, geboren. Er wurde Schreiner und verheiratet mit Rosa Jordan, eine Deutsche. Das Paar hatte zwei Söhne, Marco (1940) und Tito (1942). Am 31. Oktober 1943 wurde die ganze Familie verhaftet und in der Folge von Lager zu Lager verschleppt, nach Casoli, Orsogna, Chieti, L’Aquila, Florenz und Mailand. Am 30. Januar 1944 wurden Samuel Grauer, seine Frau und seine Söhne mit dem Konvoi N. 6 in das Konzentrationslager Auschwitz deportiert. Keiner von ihnen überlebte die Shoah. |
|              | TITO GRAUER GEBOREN 1942 VERHAFTET 31.10.1943 DEPORTIERT 1944 AUSCHWITZ ERMORDET 6.2.1944  | Largo San Giovanni · nahe dem Torre San Giovanni · | Tito Grauer wurde am 4. Februar 1942 im Spital von Lanciano geboren. Er war der Sohn von Samuel Grauer und Rosa Jordan. Er hatte einen älteren Bruder, Marco. Am 31. Oktober 1943 wurde die ganze Familie verhaftet und in der Folge von Lager zu Lager verschleppt, nach Casoli, Orsogna, Chieti, L’Aquila, Florenz und Mailand. Am 30. Januar 1944 wurden Tito Grauer, seine Eltern und sein Bruder mit dem Konvoi N. 6 in das Konzentrationslager Auschwitz deportiert. Der Zug verließ Mailand vom unterirdischen binario 21 und kam am 6. Februar 1944 im KZ an. Die beiden Brüder, der zweijährige Tito und der vierjährige Marco, wurden unmittelbar nach der Ankunft in der Gaskammer ermordet. Dies ereignete sich zwei Tage nach seinem zweiten Geburtstag. Auch seine Eltern haben die Shoah nicht überlebt. Die Todesumstände sind nicht bekannt. |

### L’Aquila
Bereits kurz nach Gründung der Stadt Ende des 13. Jahrhunderts siedelten sich Juden in L’Aquila an. Sie ließen sich im Viertel Santa Giusta nieder, zwischen der Via Fortebraccio, der Via di Costa Due Stelle und der Via di Costa Pinciara. Dort findet sich auch ein Schild "Chiassetto degli Ebrei", Wohnviertel der Juden, das lange Zeit entfernt war, 2016 aber wieder angebracht wurde. Die jüdische Gemeinde nahm aktiv am gesellschaftlichen und politischen Leben der Stadt teil und wurde 1465 durch ein Edikt von König Ferdinand I. von Neapel als gleichberechtigt anerkannt. Die Juden von L’Aquila waren im Bank- und Handelssektor tätig und führten ein Hotel innerhalb des jüdischen Wohnviertels. Während des Holocaust taten die Stadt und insbesondere die Erzdiözese ihr Möglichstes, um die Juden von Rom, die vor den dortigen Razzien flüchteten, in Sicherheit zu bringen. Darunter waren auch namhafte Persönlichkeiten, wie die Schriftstellerin Natalia Ginzburg und deren Ehemann Leone, die nach Pizzoli flüchteten. Treffpunkt der Flüchtlinge in diesen Jahren war die Buchhandlung von Amalia Agnelli auf der Piazza del Palazzo.
Der Stolperstein für Giulio Della Pergola war der erste in den Abruzzen. Er wurde 2012 am Eingang des Palazzo Betti auf der Piazza del Duomo verlegt. Während der Renovierung des Gebäudes wurde der Stolperstein entfernt. 2018 wurde er an derselben Stelle neu verlegt.
In L’Aquila wurden folgende Stolpersteine verlegt:
| Stolperstein | Übersetzung                                                                                          | Verlegeort                  | Name, Leben |
| ------------ | --- | --------------------------- | --- |
|              | HIER WOHNTE GIULIO DELLA PERGOLA JG. 1895 VERHAFTET 13.1.1944 DEPORTIERT AUSCHWITZ ERMORDET 6.2.1944 | Piazza Duomo, 62 ·          | Giulio Della Pergola wurde am 6. August 1895 in Florenz als Sohn von Raffaello Della Pergola und Emilia Todeschini geboren. Er war verheiratet mit Ada Coen, für sie war er nach L'Aquila gekommen. Er kämpfte als Freiwilliger im Ersten Weltkrieg, wofür er auch mit Silbermedaille ausgezeichnet wurde. Pergola wurde am 13. Januar 1944 in seinem eigenen Geschäft verhaftet, welches er hinter der Piazza del Duomo führte. Er wurde zuerst in L'Aquila, dann in Mailand gefangen gehalten und am 30. Januar 1944 mit Transport Nr. 6 in das Konzentrationslager Auschwitz deportiert. Giulio Della Pergola wurde dort am 6. Februar 1944 vom NS-Regime in einer Gaskammer ermordet. Seine Frau überlebte durch Flucht. |
|              | HIER LEBTE ANNINA SANTOMARRONE DEPORTIERT 1944 RAVENSBRUCK ERMORDET                                  | Via dei Giardini Roio Piano | Annina Santomarrone |
|              | HIER LEBTE LUIGI SANTOMARRONE JG. 1893 DEPORTIERT 1944 DACHAU ERMORDET 7.2.1945                      | Via dei Giardini Roio Piano | Luigi Santomarrone |

### Pianella
In Pianella in der Provinz Pescara wurden am 31. März 2023 zwei Stolpersteine verlegt.
| Stolperstein | Übersetzung                                                                                     | Verlegeort                | Name, Leben                    |
| ------------ | ----------------------------------------------------------------------------------------------- | ------------------------- | ------------------------------ |
|              | HIER WOHNTE SIEGMUND STERNFELD GEBOREN 1897 SUIZID 31.3.1944 UM DER DEPORTATION ZUVOR ZU KOMMEN | Piazza Piave · Pianella · | Siegmund Sternfeld (1887–1944) |
|              | HIER WOHNTE ROSA STREIMER GEBOREN 1914 SUIZID 31.3.1944 UM DER DEPORTATION ZUVOR ZU KOMMEN      | Piazza Piave · Pianella · | Rosa Streimer (1914–1944)      |

### Teramo
In Teramo wurde folgender Stolperstein verlegt:
| Stolperstein | Übersetzung                                                                                               | Verlegeort        | Name, Leben |
| ------------ | --- | ----------------- | --- |
|              | HIER WOHNTE ALBERTO PEPE GEBOREN 1910 MILITÄRGEFANGENER 15.9.1943 WIETZENDORF ERMORDET 4.4.1945 UNTERLÜSS | Viale Cavour, 2 · | Alberto Pepe wurde am 6. September 1910 in Teramo als Sohn von Camillo Pepe (1874–1929) und der aus San Vito Chietino stammenden Anna Bellomo (1872–1969) geboren. Pepe hatte zwei Schwestern: Letizia (1905–1983) und Marietta (1908–1997). Sein Vater war Grundschullehrer, Landvermesser und Offizier, kämpfte im Ersten Weltkrieg und wurde in Podgora verletzt. Als Invalide aus dem Krieg heimgekehrt schloss er sich den Sozialisten an und wandte sich offen gegen die Faschisten und gegen alle Kriegstreiber. Er verlor seinen Job, führte offene Auseinandersetzungen mit den Schwarzhemden und wurde massiv bedroht. 1929 beging Camillo Pepe Selbstmord. In seinem Abschiedsbrief beschuldigte er den Bürgermeister der Komplizenschaft. Sein Begräbnis wurde eine beeindruckende Demonstration des Widerstands gegen den Faschismus. Sein Sohn Alberto Pepe schloss sein Studium am Istituto Tecnico V. Comi ab und fand eine Anstellung als Techniker bei der Associazione Provinciale degli Agricoltori. Er war sehr sportlich, ein begeisterter Bergsteiger und Schifahrer. Im örtlichen Fußballverein fungierte er als Torwart. Er heiratete Rosa Polidori. Das Paar hatte zwei Töchter, Anna (1941–2012) und die als Kleinkind verstorbene Luisa (1943–1944). Im Zweiten Weltkrieg musste er einrücken. Als er im Juli 1943 Fronturlaub hatte, wollten ihn Freunde überzeugen, unterzutauchen und sich dem bewaffneten Widerstand anzuschließen. Seiner Frau sagte er, er könne seine Kameraden in Dubrovnik nicht im Stich lassen. Er kehrte zur Truppe zurück und wurde nach dem Waffenstillstand von Cassibile am 15. September 1943 von deutschen Streitkräften in Dubrovnik verhaftet. Er wurde in den Konzentrationslagern Deblin, Lathen, Wesurve und Wietzendorf inhaftiert und schließlich in das KZ-Außenlager Unterlüß deportiert, das dritte Außenlager von Bergen-Belsen. Dort starb er nach Folterungen am 4. April 1945, nachdem er angesichts des bevorstehenden Untergangs des NS-Regimes die Zusammenarbeit mit den Deutschen verweigert hatte. Während seiner Gefangenschaft schrieb er Tagebuch, dieses konnte seiner Frau überbracht werden. Das Tagebuch wurde vom Istituto Abruzzese per la Storia d'Italia dal fascismo alla resistenza veröffentlicht. In Teramo wurde eine Straße nach ihm benannt, eine Gedenktafel erinnert ebenfalls an ihn. |

## Verlegedaten
Die Stolpersteine in diesen Regionen wurden von Gunter Demnig persönlich an folgenden Tagen verlegt:
- 12. Januar 2012: L’Aquila[34]
- 12. Januar 2016: Chieti und Teramo[35]
- 16. Januar 2019: Lanciano
- 24. April 2021: L’Aquila (Via dei Giardini)
- 21. Januar 2022: Giulianova (Vincenzo Alleva), ohne Demnig
- 27. Januar 2022: Casoli
- 30. Juni 2022: Giulianova (Luigi Stacchiotti)
- 28. Januar 2023: Giulianova (Flaviano Poltrone)
- 31. März 2023: Pianella
- 28. Januar 2024: Giulianova (Carmine Broccolini)